# Begonia jarmilae
Begonia jarmilae là một loài thực vật có hoa trong họ Thu hải đường. Loài này được Halda mô tả khoa học đầu tiên năm 2000.